# Lijst van gouverneurs van Uttar Pradesh
Dit is een lijst van gouverneurs van de Indiase deelstaat Uttar Pradesh. De gouverneur is hoofd van de deelstaat en wordt voor een termijn van vijf jaar aangewezen door de president. De rol van de gouverneur is hoofdzakelijk ceremonieel en de echte uitvoerende macht ligt bij de ministerraad, met aan het hoofd de chief minister.
Voor de onafhankelijkheid van India, en daarna tot 1950, heette de deelstaat Verenigde provinciën.

## Gouverneurs van de Verenigde provinciën van onafhankelijk India
| #   | Naam                   | Begin termijn    | Einde termijn   |
| --- | ---------------------- | ---------------- | --------------- |
| 1   | Sarojini Naidu         | 15 augustus 1947 | 2 maart 1949    |
| wnd | B. B. Malik            | 3 maart 1949     | 1 mei 1949      |
| 2   | Hormasji Peroshaw Mody | 2 mei 1949       | 26 januari 1950 |

## Gouverneurs van Uttar Pradesh
| #   | Naam                             | Begin termijn    | Einde termijn    |
| --- | -------------------------------- | ---------------- | ---------------- |
| 1   | Hormasji Peroshaw Mody           | 26 januari 1950  | 1 juni 1952      |
| 2   | Kanhaiyalal Maneklal Munshi      | 2 juni 1952      | 9 juni 1957      |
| 3   | Varahagiri Venkata Giri          | 10 juni 1957     | 30 juni 1960     |
| 4   | Burgula Ramakrishna Rao          | 1 juli 1960      | 15 april 1962    |
| 5   | Biswanath Das                    | 16 april 1962    | 30 april 1967    |
| 6   | Bezawada Gopala Reddy            | 1 mei 1967       | 30 juni 1972     |
| wnd | Shashi Kanta Verma               | 1 juli 1972      | 13 november 1972 |
| 7   | Akbar Ali Khan                   | 14 november 1972 | 24 oktober 1974  |
| 8   | Marri Chenna Reddy               | 25 oktober 1974  | 1 oktober 1977   |
| 9   | Ganpatrao Devji Tapase           | 2 oktober 1977   | 27 februari 1980 |
| 10  | Chandeshwar Prasad Narayan Singh | 28 februari 1980 | 31 maart 1985    |
| 11  | Mohammed Usman Arif              | 31 maart 1985    | 11 februari 1990 |
| 12  | B. Satya Narayan Reddy           | 12 februari 1990 | 25 mei 1993      |
| 13  | Motilal Vora                     | 26 mei 1993      | 3 mei 1996       |
| wnd | Mohammad Shafi Qureshi           | 3 mei 1996       | 19 juli 1996     |
| 14  | Romesh Bhandari                  | 19 juli 1996     | 17 maart 1998    |
| wnd | Mohammad Shafi Qureshi           | 17 maart 1998    | 19 april 1998    |
| 15  | Suraj Bhan                       | 20 april 1998    | 23 november 2000 |
| 16  | Vishnu Kant Shastri              | 24 november 2000 | 2 juli 2004      |
| wnd | Sudarshan Agrawal                | 3 juli 2004      | 7 juli 2004      |
| 17  | T. V. Rajeswar                   | 8 juli 2004      | 27 juli 2009     |
| 18  | Banwari Lal Joshi                | 28 juli 2009     | 17 juni 2014     |
| wnd | Aziz Qureshi                     | 17 juni 2009     | 21 juli 2014     |
| 19  | Ram Naik                         | 22 juli 2014     | 28 juli 2019     |
| 20  | Anandiben Patel                  | 29 juli 2019     | huidig           |